# ثالوث نووي

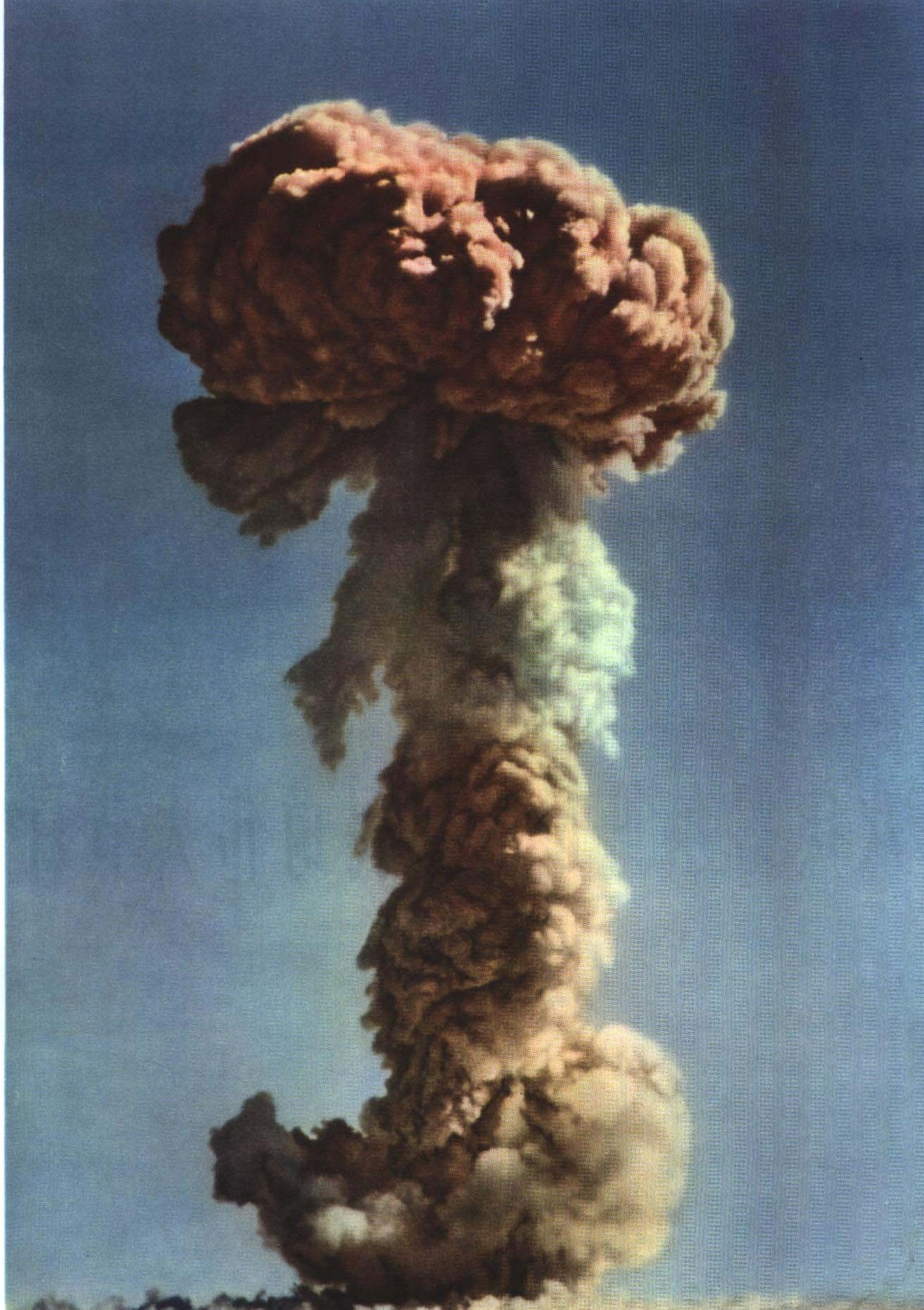
1965-01 1964 أول انفجار للقنبلة الذرية 3

يشير مصطلح الثالوث النووي إلى طرق إطلاق الأسلحة النووية من الخزينة النووية الاستراتيجية والتي تتألف من ثلاث مكونات، قاذفة قنابل استراتيجية، صاروخ باليستي عابر للقارات، صواريخ بالستية تطلق من الغواصات. 
الهدف من امتلاك نظام نووي بثلاث مكونات هو تقليل خطر التدمير الكامل للقوة النووية من قبل العدو في حال تلقي الضربة الأولى، وبالتالي رفع قابلية توجيه ضربة رد. الهدف من كل هذا هو رفع قوة الردع النووي للدولة التي لديها الثالوث النووي.

## العناصر التقليدية للثالوث النووي الاستراتيجي
تعتقد الاستراتيجية النووية التقليدية أن الثالوث النووي يوفر أفضل مستوى لردع الهجوم، لكن في الحقيقة، معظم القوى النووية لا تمتلك الميزانية العسكرية لدعم ثالوث كامل. رغم حفاظ الولايات المتحدة وروسيا فقط على ثالوثات نووية قوية لمعظم العصر النووي، يوجد دول أخرى تملك قوى ثالوثية. تشمل هذه الدول الصين والهند وفرنسا. امتلكت كل من الولايات المتحدة والاتحاد السوفيتي أقوى الثالوثات وأطولها عمرًا. تشمل هذه الثالوثات العناصر التالية:
1. قاذفات القنابل: طائرات عسكرية تحمل قنابل نووية، أو صواريخ كروز مسلحة نوويًا، لاستخدامها ضد أهداف برية أو بحرية.[3]
2. صواريخ ذات قاعدة برية (صواريخ باليستية متوسطة المدى أو صواريخ باليستية عابرة للقارات): وسائل إيصال تُدفع بمحرك صاروخي تعمل بالوقود السائل أو الصلب وتسير أساسًا في مسار باليستي (سقوط حر).[1]
3. غواصات الصواريخ البالستية (إس إس بي إن): صواريخ نووية تُطلق من السفن أو الغواصات. وتصنف تحت مظلة السفن والغواصات القادرة على إطلاق صاروخ باليستي.

يعطي الثالوث البلدان وسيلة لتوجيه هجوم نووي من البر أو البحر أو الجو. بالنسبة للولايات المتحدة، فإن فكرة الحصول على الخيارات الثلاثة هذه كانت لغرض الانتقام. ففي حال دمر فرعين من أفرع الثالوث، يظل بإمكان الثالث شن ضربة انتقامية. يحمي امتلاك هذه الأفرع الثلاثة أيضًا من قضية التكنولوجيا الجديدة، مثل منظومة الدفاع الصاروخي المعادية. ويعطي رئيس الأركان مرونة لاستخدام أنواع مختلفة من الأسلحة لضربة مناسبة مع الحفاظ على احتياطي من الأسلحة النووية آمنًا من ضربة مضادة.
- القاذفات الاستراتيجية هي الفرع الأول للثالوث. تتمتع بمرونة أكبر في نشرها وأسلحتها. تُعد إمكانية نشرها واستدعائها بسرعة استجابةً لقرارات اللحظة الأخيرة إحدى المزايا العديدة للقاذفات. ونظرًا لإمكانية استدعاء القاذفات، يُعد إرسالها بعيدًا عن هدف محتمل وسيلة واضحة للغاية لإعلام الأعداء والحلفاء أنك تريد حل القتال، وبالتالي منع الحرب. ولها بعض العيوب التي تشمل الالتباس بشأن نوع الحمولة الصافية. يمكن للقاذفات حمل كل من الأسلحة النووية والتقليدية. قد يشك العدو، خلال حدث ما، في أن قاذفة مسلحة تقليديًا تحمل بالفعل سلاحًا نوويًا، ما يشجع العدو على مهاجمة القاذفات أو توجيه ضربة نووية.[5] علاوةً على ذلك، قد تزيد القاذفات المختلطة من حدة التوتر وتثير الشكوك حول ضربة نووية قادمة. يمكن أن تكون القاذفات سلاح الضربة الأولى والثانية. مثلًا، يمكن تصنيف قاذفة مسلحة بصواريخ إيه جي إم-129-إيه سي إم كسلاح ضربة أولى، وقد تشكل القاذفات المصنفة كطائرة للتزود بالوقود جوًا سلاح الضربة الثانية. وإذا فُرقت في مطارات صغيرة أو على متن حاملة طائرات، يمكنها تجنب الضربة المضادة إلى حد معقول ما يمنحها القدرة الإقليمية على توجيه ضربة ثانية. كلفت طائرات عسكرية مثل ميراج 2000، وإف-15-إي، وإيه-5 فيجيلانت، وسي هارير وإف بي-111 بمهام الهجوم النووي الاستراتيجي البري أو البحري. تدعم القاذفات المؤلفة من أسطول إعادة تزود بالوقود جوًا، العمليات الاستراتيجية العابرة للقارات لكل من القاذفات الثقيلة والطائرات الصغيرة. وتتيح للقاذفات أن تكون في حالة تأهب واستعداد، ما يجعل من المستحيل تقريبًا القضاء على هذه القوات المحمولة جوًا في الضربة الأولى.[6]
- صواريخ باليستية عابرة للقارات (آي سي بي إم) تسمح بضربات بعيدة المدى تُطلق من بيئة متحكم بها. يمكن لهذه الصواريخ أيضًا الانطلاق والوصول إلى الأهداف، بشكل أسرع من أفرع الثالوث الأخرى، وعلاوةً على هذه المزايا، تُعرف الصواريخ الباليستية العابرة للقارات بأنها الفرع الأكثر إلحاحًا في الثالوث. وتوفر للجيوش القدرة على شن هجوم نووي بسرعة أكبر من الخيارين الآخرين، ولكن إذا أطلقت من موقع ثابت وغير قابل للنقل، مثل صومعة الصاروخ، فقد تكون عرضة للضربة الأولى، رغم أن اعتراضها حالما تقلع يصبح صعبًا للغاية.[6] يوضح إطلاق الصواريخ الباليستية العابرة للقارات متى يتعرض بلد ما للهجوم ومن هو المهاجم لأنه عمل واضح لا تخطئه العين. تتضمن بعض مساوئ استخدام الصواريخ الباليستية العابرة للقارات، ردعًا أضعف وتعرضا للخطر مقارنةً بأفرع الثالوث الأخرى. لا تساهم الصواريخ الباليستية العابرة للقارات في الردع النووي بقدر إسهام القاذفات أو الغواصات لأنه لا يمكن نشرها في خطوط متقدمة في موقع معين. ورغم أنها أقل تكلفة، تظل عرضةً للخطر. تكون بعض الصواريخ الباليستية العابرة للقارات متنقلة عبر السكك الحديدية أو الطرق. خصصت صواريخ باليستية متوسطة المدى وصواريخ كروز تطلق من الأرض لأهداف إستراتيجية ولكنها حُظرت في النهاية بموجب معاهدة الحد من التسليح بين الولايات المتحدة وروسيا.
- صواريخ بالستية تطلق من الغواصات (إس إل بي إم) تطلق من الغواصات، وتسمح بفرص أكبر للنجاة من الضربة الأولى، وتمنح القائد القدرة على الضربة الثانية. تكاد تكون منيعة في البحر، نظرًا لانخفاض إمكانية كشفها وسرعة تنقلها وإخفائها. تُعد الصواريخ البالستية التي تطلق من الغواصات الأصعب في تحقيق استهداف دقيق لأنها تتطلب تحديدًا جغرافيًا دقيقًا للهدف. أما عيوب استخدام هذه الغواصات، هي أن الهجوم على الصواريخ البالستية التي تطلق من الغواصات قد يكون من أعمال عدم اليقين. يمكن تدميرها من خلال إنجاز هادف أو حوادث تشغيلية. قد تسبب هذه الحوادث التباسًا حول ما إذا كان ذلك هجوماً متعمدًا أم لا.[7] تحسب بعض الصواريخ طويلة المدى التي تطلقها الغواصات من مرتبة الثالوث. قد تصبح التكلفة الإجمالية للإبقاء على الصواريخ البالستية التي تطلق من الغواصات باهظة بسبب زيادة تكاليف قوة الغواصات وحجم الطاقم ودوريات الردع.

تُستخدم الأسلحة النووية التكتيكية، المعروفة أيضًا بالأسلحة النووية غير الاستراتيجية، في الحرب الجوية والبرية والبحرية. تُستخدم بشكل أساسي في دور قتال حربي غير إستراتيجي لتدمير القوات العسكرية في منطقة المعركة. ولكن، وفقًا للهدف في العصر النووي الحالي، لا تحتسب في مرتبة الثالوث بسبب إمكانية استخدام العديد من هذه المنظومات كأسلحة إستراتيجية. خلال الحرب الباردة، كان من السهل توضيح أي من الأسلحة النووية تكتيكية. كان لكل نوع من الأسلحة قدرات مختلفة أنسب للمهام المختلفة. طورت ونشرت كل من الصواريخ جو-جو، والصواريخ، والصواريخ أرض-جو، والصواريخ جو-أرض الصغيرة، والقنابل، والذخائر الدقيقة برؤوس حربية نووية. شملت القوات البرية قذائف المدفعية النووية التكتيكية، والصواريخ أرض-أرض، والألغام الأرضية، والعبوات الناسفة الهندسية النووية المتوسطة والصغيرة المعبأة، وحتى البنادق عديمة الارتداد المحمولة من قبل الإنسان أو المحمولة على مركبات. حملت القوات البحرية أسلحة تشمل صواريخ بحرية مسلحة نوويًا، وقذائف الأعماق، والطربيدات وقذائف المدفعية البحرية.